# Scufundarea Japoniei (film din 2006)
Scufundarea Japoniei  (titlul original: în japoneză 日本沈没, transliterat: Nihon chinbotsu) este un film dramatic japonez, realizat în 2006 de regizorul Shinji Higuchi, după romanul omonim a scriitorului Sakyo Komatsu, un remake după filmul din 1973. Protagoniștii filmului sunt actorii Tsuyoshi Kusanagi, Kou Shibasaki, Kou Shibasaki, Etsushi Toyokawa. 

## Conținut
Insulele japoneze sunt lovite de mai multe cutremure puternice. Geofizicianul dr. Yusuke Tadokoro investighează și este îngrozit când constată că aceste cutremure sunt doar premergătoare unei catastrofe mult mai mari, deoarece, dacă plăcile continentale se vor deplasa, Japonia s-ar scufunda complet sub apele oceanului, în doar câțiva ani. 
Inițial guvernul nu ia în serios avertismentele cercetătorului. Numai atunci când părți mari din Japonia sunt distruse de cutremure devastatoare, erupții vulcanice și tsunami, guvernul recunoaște gravitatea situației. Sunt întocmite imediat planuri pentru evacuarea populației și strămutarea lor în alte țări. Deoarece evacuarea țării este lentă, dr. Tadokoro a dezvoltat un plan de salvare a Japoniei de la dispariție. El intenționează să instaleze mai multe dispozitive nucleare de explozie pe placa continentală în mișcare pentru a le detona, astfel detașând placa tectonică pe care se află insulele japoneze de placa Pacificului. Acest plan riscant funcționează într-adevăr, iar Japonia este salvată în ultimul moment.

## Distribuție
- Tsuyoshi Kusanagi – Toshio Onodera, pilotul submersibilului „Wadatsumi 6500”
- Kou Shibasaki – Reiko Abe, membră a departamentului de pompieri Tokyo-Hyper
- Etsushi Toyokawa – Yusuke Tadokoro, geolog
- Mao Daichi – Saori Takamori, ministrul științei și gestionării dezastrelor
- Mitsuhiro Oikawa – Yuki Tatsuya, un pilot al submersibilului
- Mayuko Fukuda – Misaki Kuraki, fata salvată în Numazu
- Jun Kunimura – Kyosuke Nozaki, prim-ministru interimar
- Koji Ishizaka – Yamamoto, prim ministru
- Aiko Nagayama – mama lui Toshio Onodera
- Tetsuro Tamba – bunicul lui Reiko
- Yoshiyuki Tomino – călugărul buddhist din Kyoto
- Yasunari Takeshima – managerul celulei de criză
- Shirô Namiki – generalul
- Yasuhiro Roppongi – Punk